# 莉萨·沃尔顿
莉萨·沃尔顿（英語：Lisa Walton，1975年12月14日—），新西兰女子曲棍球运动员。她曾代表新西兰参加1998年英联邦运动会曲棍球比赛，获得一枚铜牌。她也曾参加2004年夏季奥林匹克运动会。